# Dendrobium purpureostelidium
Dendrobium purpureostelidium är en orkidéart som beskrevs av Oakes Ames. Dendrobium purpureostelidium ingår i släktet Dendrobium, och familjen orkidéer. Inga underarter finns listade i Catalogue of Life.